# TRUTH 21c
「TRUTH 21c」は、T-SQUAREの17作目のシングル。
2001年5月9日にヴィレッジ・レコードから発売。

## 解説
スクェアにとって17枚目のシングル。
スクェアのサイドプロジェクト・T-SQUARE plus名義のシングルである。
収録曲「TRUTH 21c」とカップリング曲「THE FACE」はT-SQUARE plus名義でのアルバム『TRUTH 21century』に収録。
「TRUTH 21c」はオリジナルの「TRUTH」同様『F1グランプリ』のオープニングテーマとして採用された。

## 収録曲
1. TRUTH 21c
作曲：安藤まさひろ
「TRUTH」（オリジナル版は同名アルバムに収録）のハードロックアレンジヴァージョン。
2. THE FACE
作曲：安藤まさひろ
「FACES」（オリジナル版は『IMPRESSIVE』に収録）のハードロックアレンジヴァージョン。
3. A FARTHER PLACE
作曲：安藤まさひろ
『BRASIL』に収録[3]。

## タイアップ
| 曲名      | タイアップ                                            |
| --------- | ----------------------------------------------------- |
| TRUTH 21c | 『F1グランプリ』（2001年 - 2002年）オープニングテーマ |